# Farchod Oripow
Farchod Machmadmurodowicz Oripow (tadż. Фарход Махмадмуродович Орипов; ur. 9 kwietnia 1984) – tadżycki pływak, olimpijczyk.
Uczestnik letnich igrzysk olimpijskich. Na igrzyskach w Sydney (2000) miał wystąpić w pierwszym eliminacyjnym wyścigu na 100 metrów stylem dowolnym. Jego bezpośrednimi rywalami byli Karim Bare z Nigru i Éric Moussambani z Gwinei Równikowej – wszyscy, łącznie z Oripowem, dostali zaproszenie do udziału w igrzyskach od Międzynarodowej Federacji Pływackiej. Oripow i Bare zostali jednak zdyskwalifikowani, gdyż popełnili falstart. Tym samym jedynym zawodnikiem w tym wyścigu został Moussambani, którego występ był szeroko komentowany w mediach światowych (był on ponad dwukrotnie wolniejszy niż najszybsi zawodnicy w eliminacjach). 